# Поденцана
Поденцана (на италиански: Podenzana) е община в Италия, в региона Тоскана, провинция Маса и Карара, в планинния район, наречен Луниджана. Населението е около 2000 души (2007).